# Guido Fanconi
Guido Fanconi est un pédiatre suisse né à Poschiavo (canton des Grisons, Suisse) le 1er janvier 1892, décédé à Poschiavo le 10 octobre 1979. 

## Biographie
Diplômé de l'Université de Zurich en 1918, il a également exercé à Lausanne, Munich et Berne. En 1929, il est nommé directeur de l'Hôpital des Enfants et titulaire de la chaire de pédiatrie de l'Université de Zurich.
En 1930, préconisant les fruits crus dans le traitement des diarrhées infantiles, il devient le précurseur des médicaments à base de pectine. C'est l'un des fondateurs de la pédiatrie moderne. Il intervient dans des domaines très variés comme les déshydratations et les équilibres hydro-électrolytiques, le rachitisme et le métabolisme du calcium, la pneumonie, entre autres.
En 1936, une thèse qu'il dirige décrit une relation entre la maladie cœliaque, la fibrose kystique du pancréas et une dilatation des bronches, syndrome qui sera connue sous le nom de mucoviscidose par la suite.
Il a laissé son nom à plusieurs maladies en particulier l'anémie de Fanconi qui est en fait un syndrome associant cliniquement une petite taille, des malformations congénitales très variées, une atteinte cutanée (tâches achromiques et taches café-au-lait) et, surtout, le développement progressif d'une aplasie médullaire. Il s'agit d'une maladie génétique récessive que Guido Fanconi a initialement décrit chez des enfants originaires de vallées alpines (situation favorisant la consanguinité) mais qui depuis a été décrite dans toutes les régions du monde.
Son nom apparaît aussi dans le syndrome de Toni-Debré-Fanconi qui est une atteinte rénale constitutionnelle de type tubulaire.
En 1945 il fonde un nouveau journal de pédiatrie, Helvetica Paediatrica Acta, qui est devenu une publication de réputation internationale. 
Jusqu'en 1962, il est le secrétaire général de l'Association Pédiatrique Internationale et il s'est occupé des enfants défavorisés des pays sous-développés.
En 1965, le docteur Fanconi se retire de la chaire de pédiatrie, mais continue à pratiquer et donner des conférences jusqu'à sa mort.

## Sources
- Biotop
- Biographie de Guido Fanconi